# Agfa

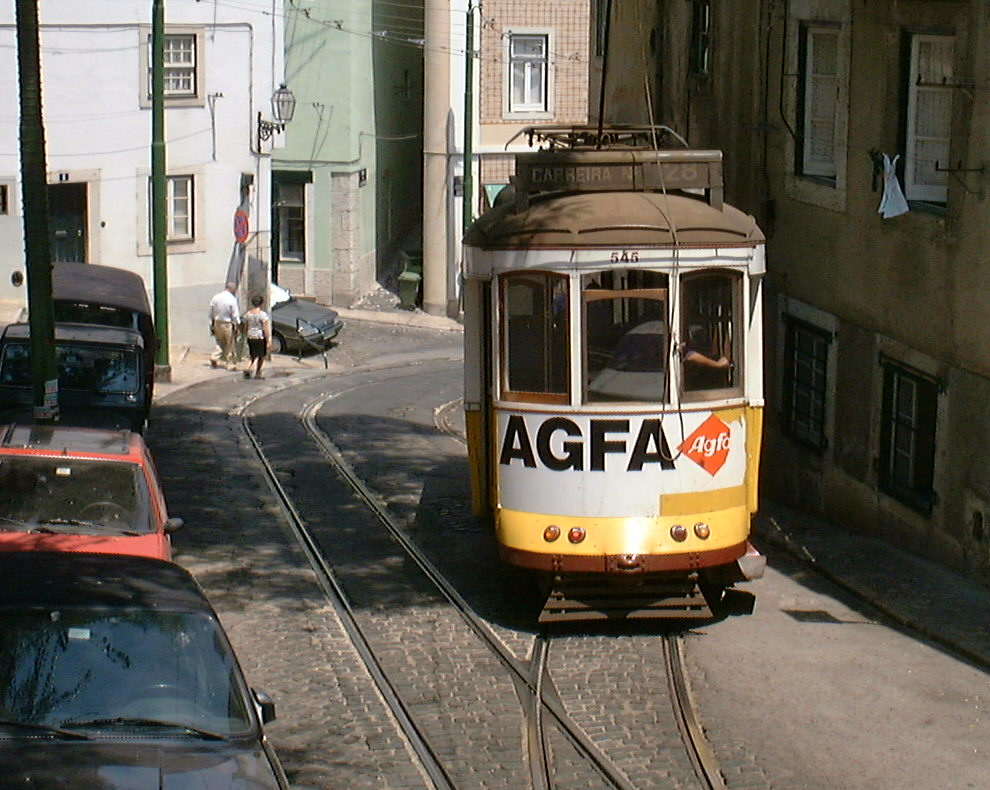
Agfa-Werbung auf einem Triebwagen der Straßenbahn Lissabon, 1999

Agfa ist ein ursprünglich deutsches Unternehmen der chemischen Industrie. „AGFA“ steht für „Aktien-Gesellschaft für Anilin-Fabrikation“. Das heutige Unternehmen Agfa-Gevaert entstand 1964 durch eine Fusion der deutschen Agfa AG und der belgischen Gevaert N.V. Der breiten Öffentlichkeit wurde das Unternehmen durch seine fotografischen Produkte bekannt. Agfa war über Jahrzehnte einer der größten europäischen Hersteller fotografischer Filme und Laborausrüstungen nach den weltweit führenden Konkurrenten Kodak und Fujifilm. Für den Massenmarkt wurden auch Kameras und Diaprojektoren hergestellt.
Die Unternehmen der heutigen Agfa-Gevaert-Gruppe (Graphics, Materials und Health Care bis 2020) konzentrieren sich auf Produktbereiche jenseits der chemischen Photographie (IT im Gesundheitswesen, Produkte für Druck und Druckvorstufe, spezielle Fotomaterialien). Der Bereich der Consumerphotographie wurde 2004 in die unabhängige, 2005 insolvente AgfaPhoto GmbH ausgegliedert, deren Tochterfirma AgfaPhoto Holding seit gerichtlicher Erstreitung des Lizenzrechts von Agfa-Gevaert im Jahr 2007 wieder Consumerfilme auf dem Markt anbietet. Heutige Kameras mit dem Namen AgfaPhoto sind Produkte, die nicht von der Agfa-Gevaert-Gruppe oder der AgfaFoto Holding GmbH hergestellt werden, sondern durch Lizenznehmer so benannt werden dürfen.

## Aktuelle Unternehmensstruktur
Agfa ist in folgende Unternehmensbereiche gegliedert:
- Agfa Graphics
- Agfa HealthCare – Verkauf eines Teilbereiches an Dedalus Holding Mai 2020
- Agfa Specialty Products

## Frühe Unternehmensgeschichte und -struktur

### Gründung

Fabrik Rummelsburg, 1877

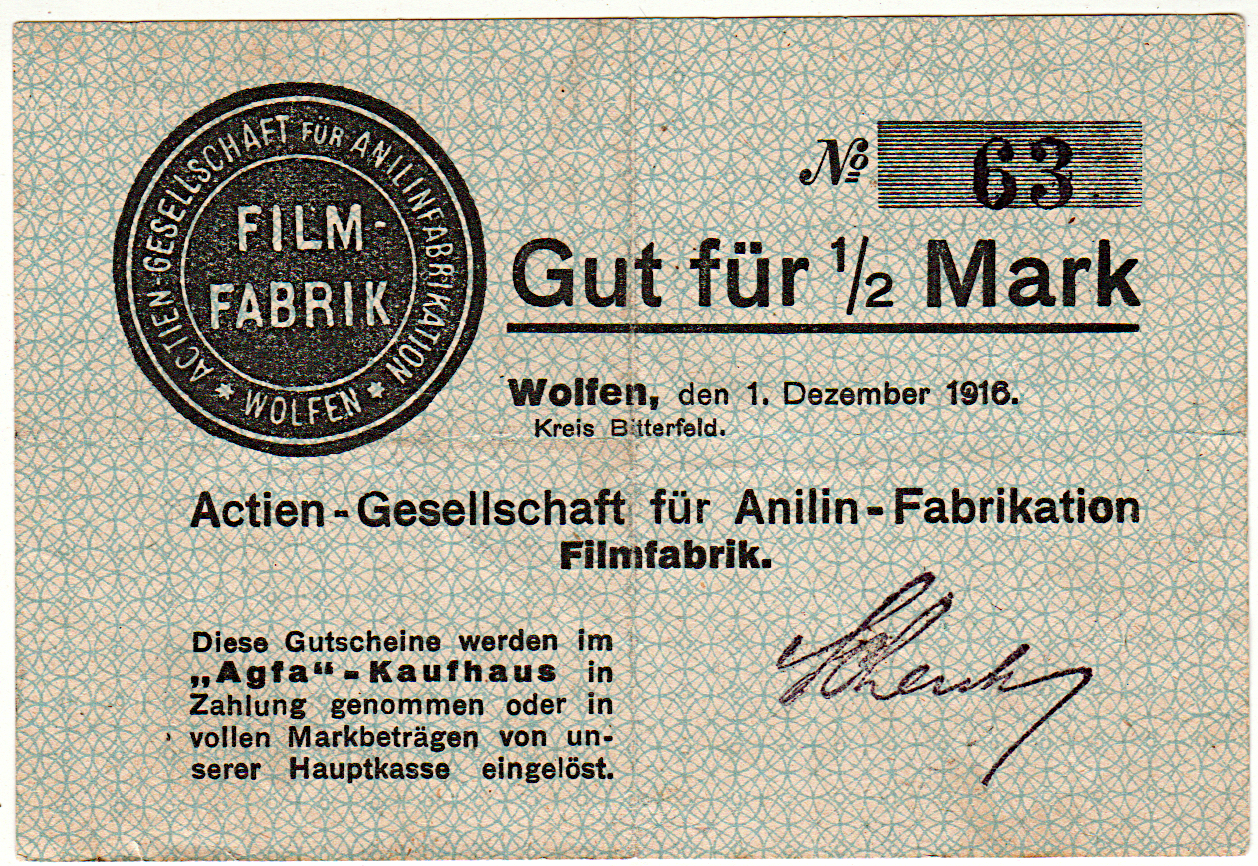
Ein Gutschein der Agfa von 1916.

Die Chemiker Paul Mendelssohn Bartholdy und Carl Alexander von Martius (Entdecker des noch heute in der Textilfärbung verwendeten Azofarbstoffs Bismarckbraun) gründeten 1867 die Gesellschaft für Anilinfabrikation mbH in Rummelsburg bei Berlin. Bereits 1872 kauften sie die Chemische Fabrik von Max August Jordan in Treptow bei Berlin, weil beide Unternehmen auf dem gleichen Gebiet tätig waren. Die Jordansche Fabrik bestand seit dem 11. Dezember 1850, sie produzierte vorzugsweise Endprodukte, insbesondere Farbstoffe, während sich die Gesellschaft für Anilinfabrikation mbH auf Zwischenprodukte konzentrierte. So ergänzten sich beide Unternehmen hervorragend. Aus dem Zusammenschluss ging am 21. Juli 1873 die Actien-Gesellschaft für Anilin-Fabrication hervor. Die Bezeichnung AGFA folgte erst später, sie wurde am 15. April 1897 als Warenzeichen für „chemische Präparate für photographische Zwecke“ eingetragen. 1924 kam der berühmte „Agfa-Rhombus“ als Logo hinzu.
Für den Anfang des Unternehmens stehen also mit 1850, 1867 und 1873 drei Zeitpunkte zur Verfügung, gewöhnlich wird aber die Gründung der Aktiengesellschaft im Jahr 1873 als Beginn angesehen. Agfa selbst sieht seine Gründung im Jahr 1867 als erfolgt an.

### Erweiterung
Die erfolgreiche Chemieproduktion führte 1878 zu einer Erweiterung der Produktionsanlagen in Treptow. 1882 wurde ein wissenschaftliches Labor eingerichtet. Weil die benachbarten Grundstücke alle bebaut waren, folgte ein Zweigwerk in Greppin, das im Bitterfelder Braunkohlerevier lag und dadurch eine günstige Energieversorgung bot. Auch waren die Lohnkosten auf dem Land um 20 % niedriger. Das Werk wurde am 17. März 1896 eröffnet. Weil die Luftverschmutzung in Berlin, insbesondere die Belastung durch die Dampflokomotiven der nahegelegenen Bahnstrecke, es schwierig gestaltete, dort Filmmaterialien zu fertigen, wurde eine eigenständige Filmfabrik gebaut. Zur Diskussion stand auch der Raum Frankfurt/Mannheim, das Unternehmen kaufte aber schließlich 25,2 ha Land nahe der Farbenfabrik Wolfen. Da der größte Teil davon in der Gemeinde Wolfen lag, nannte sich das Werk schließlich Filmfabrik Wolfen. Die Pläne zu dem Werk entstanden im März 1909, bereits am 19. Juli 1910 folgte die Bauabnahme und Erlaubnis für den Betrieb einer chemischen Fabrik. Es handelte sich um die größte europäische und weltweit zweitgrößte Filmfabrik – nach Eastman Kodak in Rochester, USA.

### Erster Weltkrieg
Mit Beginn des Ersten Weltkriegs entfielen zahlreiche Exportmärkte, es stieg die Nachfrage nach Röntgenplatten und Film für die Luftbildfotografie, dem sogenannten „Fliegerfilm“. Die Feldkinos verlangten ebenfalls nach Filmmaterial, produziert wurden auch Scheiben und Filter für Atemschutzmasken. Die Mitarbeiterzahl von Agfa Wolfen fiel zunächst von 504 auf 335, stieg dann aber im Laufe des Krieges auf weit über 1000 an.

### I.G. Farben
Bereits 1885 kam es über die Herstellung der Farbe Kongorot zu Patentstreitigkeiten mit der Bayer AG, woraufhin man sich auf ein Abkommen zur gemeinsamen Nutzung auch zukünftiger Patente einigte. Aus dieser Zusammenarbeit ergab sich 1904 die Interessengemeinschaft Farbstoffchemie, der Dreierbund, zu dem die Actien-Gesellschaft für Anilin-Fabrication, Bayer und BASF gehörten. 1925 resultierte daraus die I.G. Farbenindustrie AG. Agfa übernahm dabei die Fotochemie, erhielt dazu von Bayer das Camerawerk München und die Photofabrik Leverkusen, in der Fotopapiere hergestellt wurden. Diese Sparte III der I.G. Farben hatte ihre Zentrale in Berlin SO 36, nämlich in Treptow, Lohmühlenstraße, der Adresse der ehemaligen Fabrik Dr. Jordan. Direktor in der Sparte III wurde Paul Mendelssohn Bartholdy, der Sohn des gleichnamigen Unternehmensgründers.
1928 kaufte man noch die Ansco Photo Products Inc. auf, ein 1842 in New York gegründetes Unternehmen. 1941 ging es allerdings durch eine Beschlagnahme der US-Regierung wieder verloren.

### Zeit des Nationalsozialismus
Die Agfa setzte zur Zeit des Nationalsozialismus in großer Zahl Zwangsarbeiter ein, darunter auch KZ-Häftlinge im Außenlager München (Agfa Kamerawerke) des Konzentrationslagers Dachau und in dem Niederländischen Durchgangslager Kamp Westerbork. Auch in der Außenarbeitsstelle „Lager Agfa“ des Jugendgefängnisses München-Stadelheim wurden zwischen 1943 und 1945 Zwangsarbeiter für die Agfa AG eingesetzt. Teile der Agfa-Firmenleitung wurden nach dem Krieg im I.G.-Farben-Prozess vor einem amerikanischen Militärgericht angeklagt.

### Wiederaufbau

Agfa-Markenzeichen in den 1960er Jahren

Nach 1945 lagen die Agfa-Fabriken in verschiedenen Besatzungszonen, was einen erneuten Zusammenschluss schwierig gestaltete. Zudem gab es Kräfte, die einen Zusammenschluss unbedingt verhindern wollten. Insbesondere interessierte sich das belgische Unternehmen Gevaert für eine Übernahme. In der Amerikanischen Besatzungszone lag das Agfa Camerawerk München, in der Britischen Besatzungszone die Agfa Photopapierfabrik Leverkusen und in der Sowjetischen Besatzungszone die Agfa Filmfabrik Wolfen. Alle Fabriken hatten bereits 1945 ihre Produktion wieder aufnehmen können. In den USA übernahm erneut die Agfa-Ansco-Cooperation (Binghamton) den Vertrieb. Dies betraf allerdings nicht die Agfa-Filme, da es inzwischen eine Ansco-Filmproduktion gab.
Die Bemühungen insbesondere der Mitarbeiter Ulrich Haberlands führten schließlich dazu, dass die Hohen Kommissare einen Verbleib bei Bayer gestatteten. Daraufhin wurde am 18. April 1952 die Agfa AG für Photofabrikation in Leverkusen gegründet. Die alliierte Kontrolle der Kameraproduktion endete am 18. März 1953, so dass es bereits am 20. März zur Gründung der Agfa-Camerawerk AG kam. 1957 fasste man beide Unternehmen zur Agfa AG Leverkusen zusammen.

### Agfa Wolfen

ORWO-Logo

Der Standort der photochemischen Produktion war gegen 1909 von Treptow nach Wolfen verlegt worden. Nach dem Zweiten Weltkrieg wurde die Filmfabrik zunächst von den US-Streitkräften, dann von der sowjetischen Militäradministration in Deutschland (SMAD) übernommen. Während dieser Zeit war die Filmfabrik Wolfen zur Begleichung der Reparationsansprüche der Sowjetunion als sowjetische Aktiengesellschaft organisiert.
Obwohl die Agfa-Leitung vor Kriegsende alle wichtigen Patente nach Leverkusen übertragen hatte, bereitete dem westdeutschen Agfa-Zweig das ostdeutsche Pendant große Probleme: Die Filmfabrik Wolfen verkaufte ihre Produkte ebenfalls mit dem Agfa-Logo, was die Kunden verwirrte. Zunächst stellte sich die ostdeutsche Seite auf den Standpunkt, Rechtsnachfolger von Agfa zu sein. Vor Gericht hatte diese Strategie jedoch keine Chance, weil eine Sowjetische Aktiengesellschaft kein Nachfolger sein konnte.
Überraschenderweise bestand die Regierung der DDR später jedoch nicht darauf, am Markennamen Agfa festzuhalten. Sie war vielmehr der Meinung, die Produkte aus sozialistischer Fertigung seien von solch hoher Qualität, dass sie nicht eines großen Namens bedürften, um Absatz zu finden. In Wolfen wollte man dennoch nicht auf den Namen verzichten. Ohne eine Einigung der beiden Unternehmensteile bestand jedoch die Gefahr, dass die Rechte an einen Dritten fielen. So kam es 1956 zu einem Warenzeichen-Abkommen, das bis 1964 gelten sollte. Demnach durfte die Filmfabrik Wolfen den Markennamen im Ostblock benutzen, Leverkusen in der restlichen Welt mit Ausnahme von Frankreich und Jugoslawien. Über diese beiden Länder sollte ein internationales Gericht entscheiden. Dennoch gelangten immer wieder ostdeutsche Agfa-Produkte auf die westdeutschen Märkte.
Das ostdeutsche Unternehmen führte nach Ende der Betriebsorganisation als sowjetische Aktiengesellschaft bis 1964 die Namen VEB Filmfabrik Agfa Wolfen sowie VEB Film- und Chemiefaserwerk Agfa Wolfen. Nach 1964 ging der Betrieb in Wolfen auf den Namen ORWO für Original Wolfen über.

### Übernahmen
Kleine Unternehmen

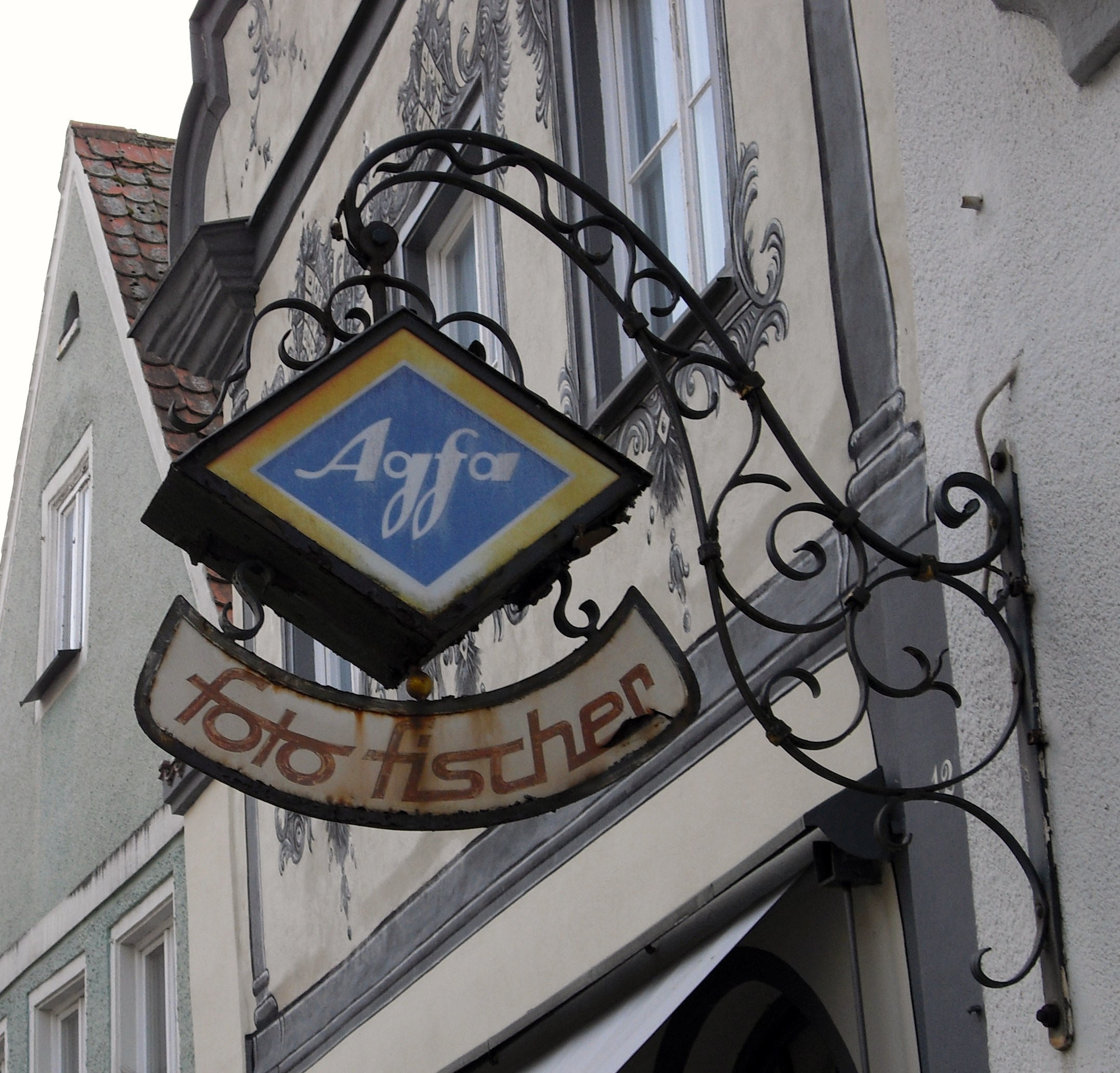
Agfa-Schild an einem Fotogeschäft in Oettingen, 2009

Um die Produktionskapazität zu erweitern, übernahm Agfa in den 1950er und 1960er Jahren mehrere kleine Unternehmen, die aufgrund ihrer Größe nicht mehr in der Lage waren, konkurrenzfähige Produkte anzubieten. Wegen des zunehmenden Arbeitskräftemangels nahmen sämtliche Unternehmen, so auch Agfa, in Deutschland lange Transportwege in Kauf, um überhaupt eine ausreichende Stückzahl fertigen zu können.
Den Anfang machte 1952 die UCA – Vereinigte Elektro-Optische Werke GmbH in Flensburg-Mürwik, die um 1948 begann, in der ehemaligen Marine-Ingenieurschule Sucher- und sogar Spiegelreflexkameras zu fertigen. 1962 wurde der Hamburger Kamerahersteller Iloca übernommen, 1969 das Optische Werk Dr. Staeble in Altenstadt (Oberbayern), das Kamera- und Projektionsobjektive produzierte.
Um alle Kameraverschlüsse und Belichtungsmesser selber bauen zu können, arbeitete Agfa auch mit Uhrenherstellern zusammen, und zwar ab 1959 mit der Fabrique d'Horologie La Vedette SA in Saverne (Elsass) und ab 1960 mit OSCO-Uhren, Otto Schlud in Schwenningen. An beiden Unternehmen beteiligte sich Agfa kurz darauf mit 50,24 % bzw. 75 %. In Agfa-Hände gelangten auch die Chemische Fabrik Vaihingen und die Gelatinefabrik vorm. Koepff & Söhne, Mimosa und die Leonar-Werke in Hamburg-Wandsbek.
Perutz („Kleine Lösung“)
1961 übernahm die Agfa AG 50 %, 1964 dann 100 % der Perutz-Photowerke in München. Dieses Unternehmen hatte Otto Perutz 1880 gegründet, es produzierte zunächst fotografische Platten, ab 1922 auch Rollfilme.
Agfa-Gevaert-Gruppe („Große Lösung“)
Beabsichtigte Gevaert noch Ende der 1940er Jahre eine Übernahme von Agfa, kam es nun zu einer Fusion: Agfa übernahm Gevaert und so kam es 1964 zu der sogenannten großen Lösung: die Gründung der Agfa-Gevaert-Gruppe. Zu ihr gehörten die Agfa-Gevaert AG mit Sitz in Leverkusen und die Gevaert-Agfa N.V. mit Sitz in Mortsel. Gevaert wurde 1894 von Lieven Gevaert in Antwerpen gegründet und produzierte zunächst nur Fotopapiere. Für diese Fusion musste Agfa sämtliche Beteiligungen an fremden Unternehmen in eigenen Besitz umwandeln.
1981 übernahm die Bayer AG die Gruppe zu 100 Prozent. 1983 erzielte das Unternehmen einen Weltumsatz von 5,9 Milliarden DM (3,0 Milliarden Euro) und einen Gewinn vor Steuern von 291 Millionen DM (149 Millionen Euro).
1999 führte die Bayer AG das Unternehmen an die Börse; seitdem ist die Agfa-Gevaert AG, Leverkusen, eine Tochtergesellschaft der Agfa-Gevaert N.V., Mortsel/Antwerpen (Belgien); Großaktionäre sind die Bayer AG (30 %) und die Gevaert N.V. (25 %).

## Fotochemie

### Anfänge

Zeitungsannonce für Agfa-Fotochemikalien

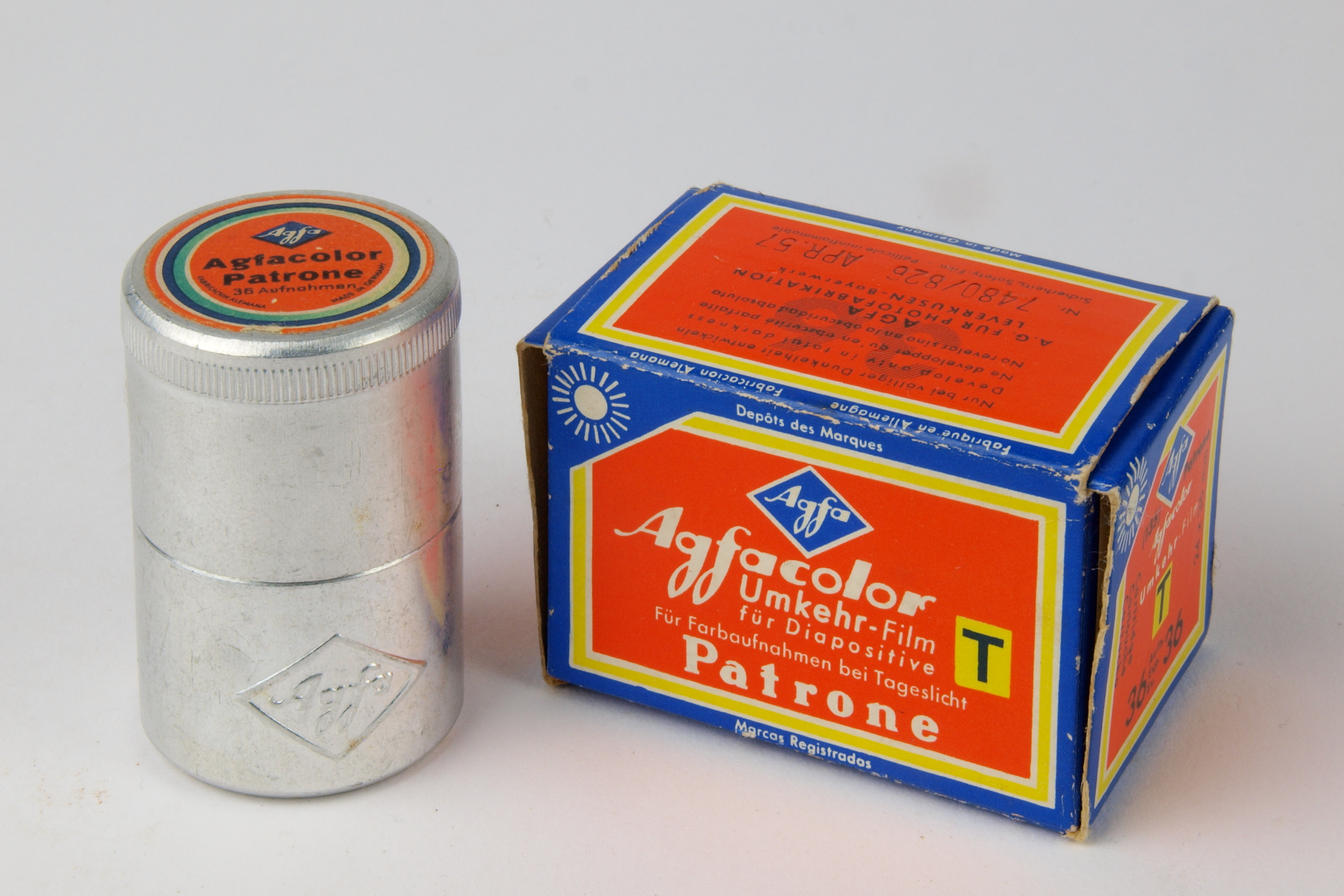
Agfacolor Umkehr-Film T, 1957

Den Einstieg in die Fotochemie leitete der Farbstoffchemiker Momme Andresen ein, er kam im Januar 1887 zum Unternehmen und legte der Unternehmensleitung nahe, sich auf dem zukunftsträchtigen Gebiet der Fotografie zu betätigen. Andersen hatte sich bereits als Fotoamateur betätigt, weshalb ihm die Unzulänglichkeiten des Kollodium-Nassverfahrens vertraut waren. Daraufhin schuf er bei AGFA neue Entwicklersubstanzen und Fixierbäder, vor allem 1888 den Filmentwickler Rodinal, der einen großen Fortschritt in der Dunkelkammer brachte. Es handelte sich um ein Konzentrat, das nur verdünnt zu werden brauchte, während man bisher aus verschiedenen Pulvern den Entwickler selbst mixen musste. Rodinal konnte stärker verdünnt auch für die Papierentwicklung verwendet werden, es blieb bis zum Ende der Fotochemie-Produktion im Agfa-Programm und wird auch heute hergestellt. Zu Beginn übernahm F. Krüger, ein ehemaliger Chemiker der Actien-Gesellschaft für Anilin-Fabrikation, in Frankfurt den Vertrieb der Agfa-Fotoprodukte; 1889 ging man zum Vertrieb in eigener Regie über.
1892 schlug Andresen vor, Trockenplatten herzustellen, die auf die Agfa-Entwicklersubstanzen exakt abgestimmt sind und wurde dann damit von der Direktion beauftragt. Trockenplatten stellte die Jo Sachs & Co (Berlin) im Jahr 1879 als erstes Unternehmen her; deren Fertigung verlangte nach einer aufwändigen Entwicklungsarbeit und die erforderlichen Begießungsanlagen mussten aus dem Ausland beschafft werden. Bei Agfa gelangen erst im Mai 1894 die ersten Platten, es gab aber immer wieder Probleme mit Verschmutzungen, Ablösungen und uneinheitlicher Lichtempfindlichkeit. So warfen die Trockenplatten erst 1898 einen Gewinn ab. In diesem Jahr kamen auch Agfa-Röntgenplatten auf den Markt, sie waren derart fortschrittlich, dass sie mit einem Viertel der üblichen Bestrahlungszeit auskamen.

### Rollfilm
Den fotografischen Platten folgten Planfilme, deren Zukunft man bei Agfa sofort erkannte, lagen doch die Vorteile von Platten nur in der absoluten Planlage. Dem gegenüber standen ein sehr hohes Gewicht, ein großer Platzbedarf beim Archivieren und ihre Zerbrechlichkeit. Der weitere Schritt, die Filme zu rollen, bereitete dann allergrößte Schwierigkeiten. Kodak stellte bereits 1888 Rollfilme her und hatte sie bis 1896 bereits erheblich verbessert, sodass sie auf Tageslichtspule geliefert werden konnten. Damit blieb man über ein Jahrzehnt konkurrenzlos auf dem Markt. Hinter dem Kodak-Film stand Hannibal Goodwin, der einen Patentstreit mit Kodak gewann. Bei Agfa wollte man unter Berücksichtigung der Patente ebenfalls einen Rollfilm schaffen, musste aber immer wieder Rückschläge hinnehmen. Zwar bot man 1900 solche Filme an, es kam aber immer wieder zu reduzierter Lichtempfindlichkeit und schwarzen Flecken, was erst in Kundenhand bemerkt wurde und schließlich 1905 zur vorübergehenden Produktionseinstellung führte.

### Kinofilme
Bei den kinematografischen Filmen hatte Agfa mehr Erfolg. Bereits 1901 gelang es, mit einer selbstkonstruierten und patentierten Maschine konkurrenzfähige Produkte herzustellen, die 1903 in den Handel gelangten. Ein großes Problem der Zelluloidfilme jener Tage stellte ihre leichte Entflammbarkeit dar. Agfa stellte 1908 den ersten Sicherheitsfilm vor und richtete ein Jahr später in Berlin-Lichtenberg eine Produktionsanlage dafür ein.

### Fotozubehör

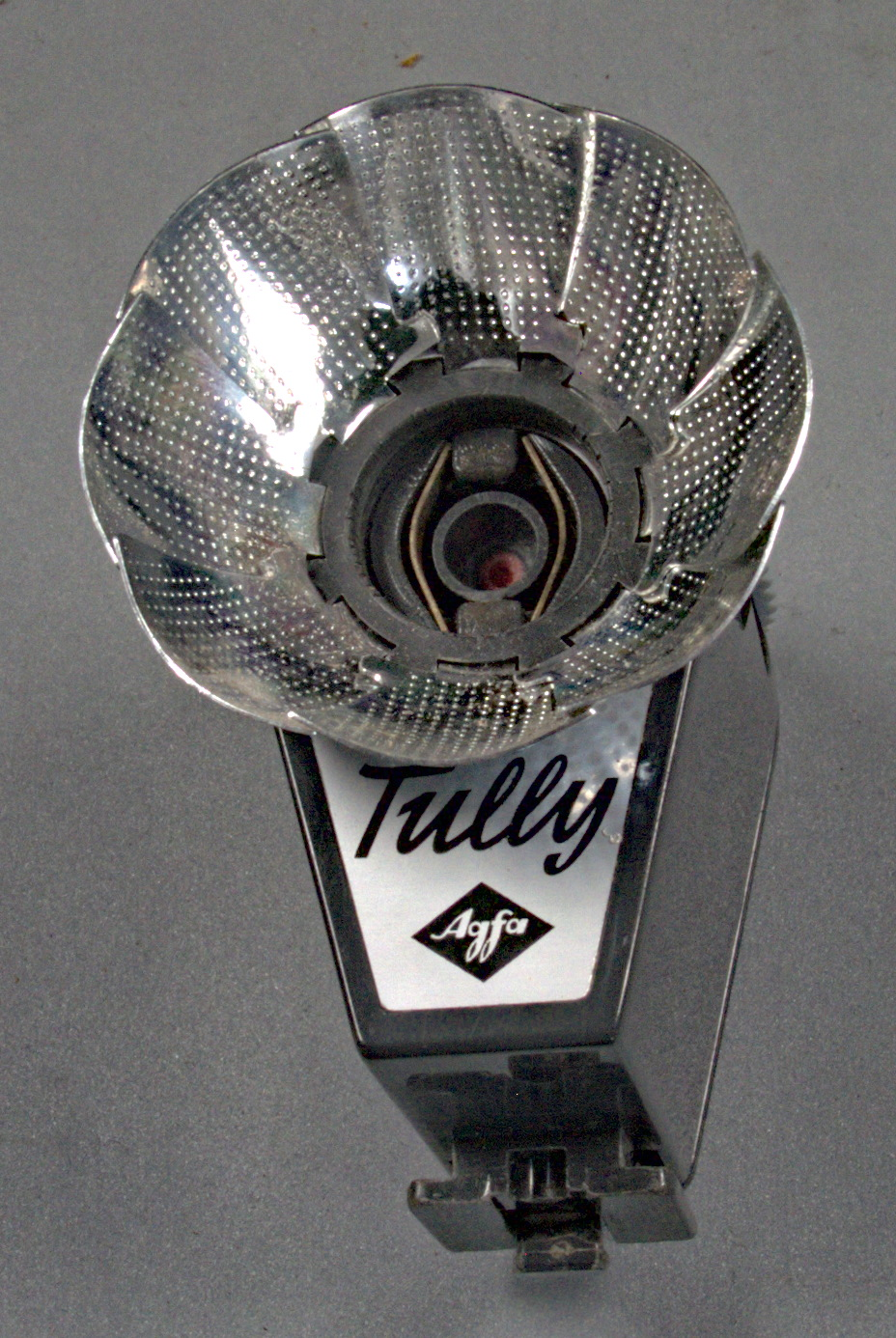
Agfa Tully Blitzgerät

Schon sehr früh produzierte Agfa auch Zubehör, ab 1904 Blitzbeutel zum Selbstfüllen, gefolgt von Blitzlampen (Agfa Blitzlampe I von 1907), Belichtungstabellen und Planfilm-Kassetten.

### Entstehung des Farbfilms

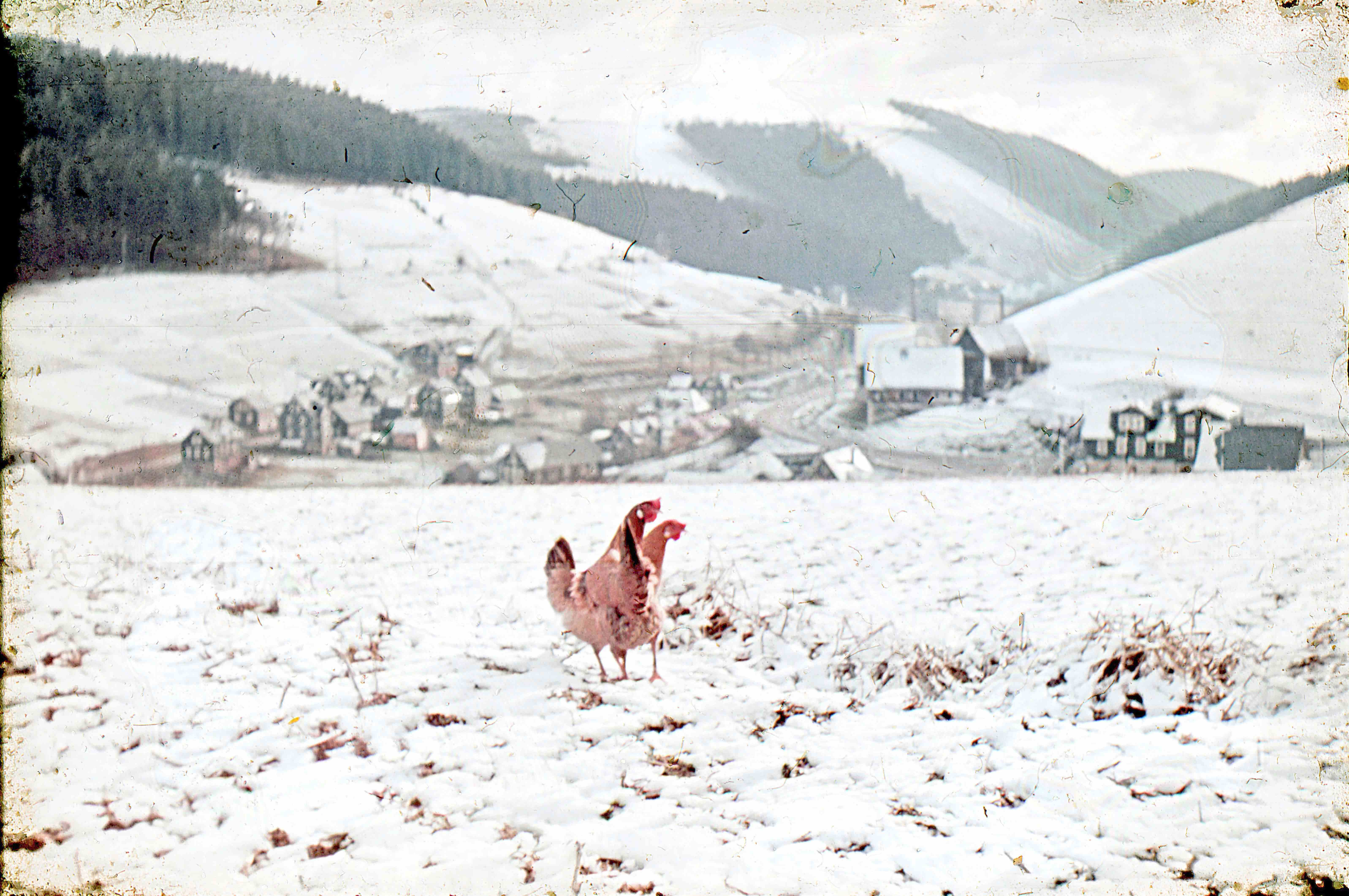
Farbdia auf Agfa-Film, Anfang der 1940er Jahre: Hühner auf Feld bei Haselbach, zu sehen sind Newtonsche Ringe, eingedrungener Staub, Schäden an Emulsion; relativ gute Erhaltung der Farben

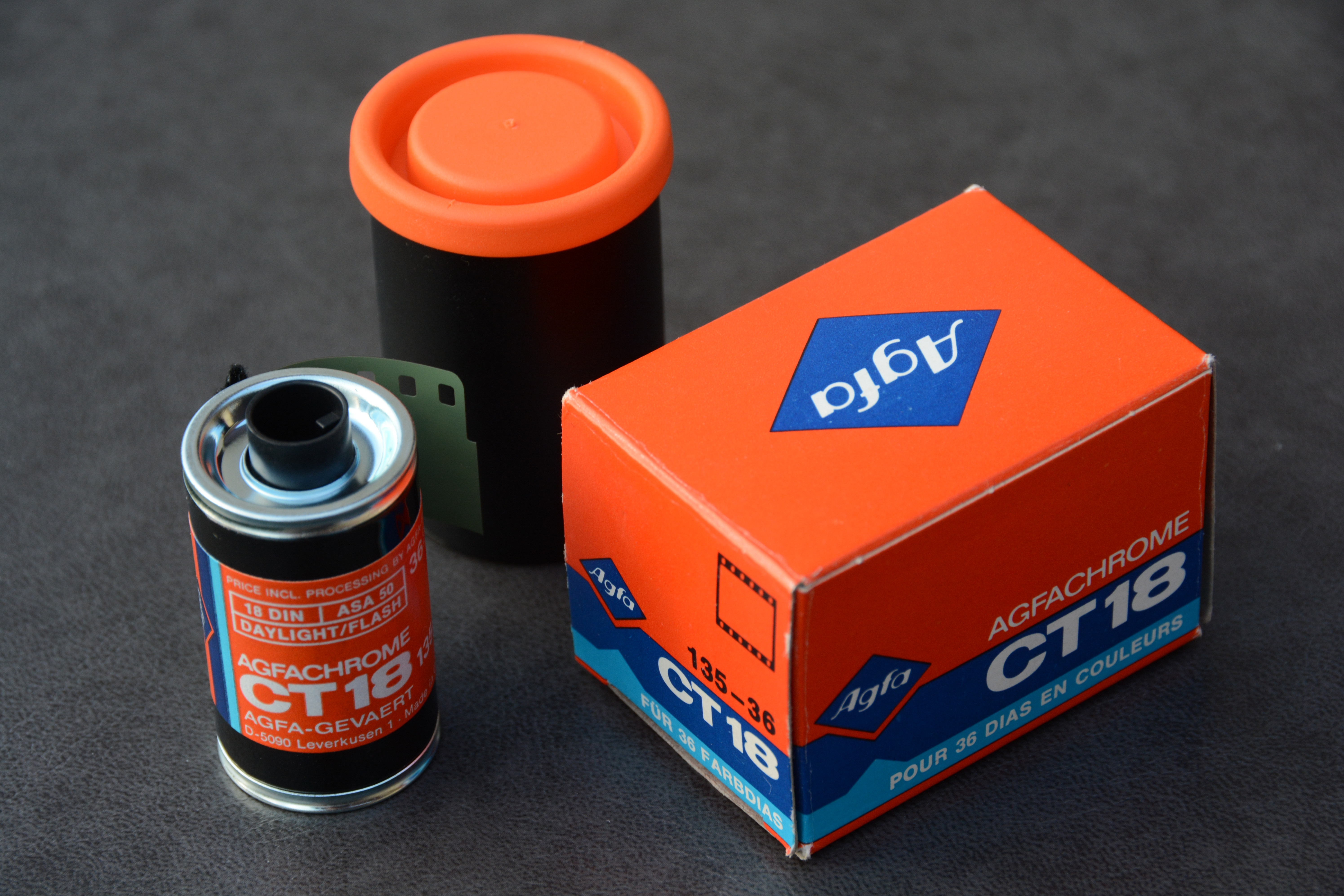
Agfa Agfachrome CT18 Diafilm mit Originalverpackung, Ablaufdatum 1981

#### Kornrasterverfahren
1909 begannen bei Agfa die Arbeiten zur Farbfotografie, insbesondere im Hinblick auf den großen Konkurrenten Kodak, dem man dieses Gebiet nicht allein überlassen wollte. So kamen 1916 die ersten Platten für Farbdias nach dem Kornrasterverfahren heraus. Diese Platten besaßen aber nicht nur eine sehr grobe Auflösung, sie mussten auch noch etwa 80-mal länger als die damaligen Schwarzweiß-Materialien belichtet werden. 1923 erschienen neue Platten mit verbesserter Farbwiedergabe und erhöhter Empfindlichkeit, woraufhin die 30fache Belichtungszeit ausreichte – bei sonnigem Sommerwetter konnte man mit 1/25 s bei f/4,5 arbeiten. 1932, mit der Produktionsverlagerung nach Wolfen, führte man die Bezeichnung Agfacolor ein. Jetzt gab es nicht nur Platten, sondern auch Filme nach dem Kornrasterverfahren. Der 16-mm-Farbschmalfilm nach dem Linienrasterverfahren nannte sich ebenfalls Agfacolor. 1936 erschien dann noch die hochempfindliche Platte Agfacolor Ultra.

#### Agfacolor Neu
Den ersten „richtigen“ Farbfilm, also einen Film mit drei Farbschichten, stellte Agfa im November 1936 vor. Er nannte sich in der Anfangszeit Agfacolor Neu, um sich von dem Kornrasterverfahren zu unterscheiden. Dieser Diafilm benötigte noch sehr viel Licht, seine Empfindlichkeit gab man mit 7/10° DIN an, die 16-mm-Schmalfilm-Variante folgte 1937. Bereits 1938 gelang es, die Empfindlichkeit auf nunmehr 15/10° DIN zu steigern, was nach heutiger Angabe ungefähr ISO 16/13° entspricht. Zudem erschien eine Variante für Kunstlicht, die für die Studiofotografie gerne verwendet wurde, da man dort gewöhnlich noch mit Nitraphot-Lampen arbeitete.

#### Negativfilm
Musste man sich bei der Farbfotografie zunächst auf Diafilme beschränken, so arbeitete Agfa auch an farbigen Papierbildern. Ein Negativfilm ging 1939 in Produktion, aber zunächst nur für das Kino – dort benötigte man Negativfilme zum Erstellen von Kopien. Auf der Dresdner Tagung „Film und Farbe“ im Jahre 1942 konnte dann das Verfahren mit Negativfilm für farbige Papierbilder offiziell vorgestellt werden. In Produktion ging es dann 1949 in Leverkusen, ab Januar 1950 nahmen die Fotohändler Filme zur Entwicklung und Vergrößerung an.

#### Spielfilme
Der erste farbige, allerdings nur zweifarbige Agfa-Film wurde am 10. Dezember 1931 uraufgeführt, es handelte sich um den UFA-Kulturfilm Bunte Tierwelt, der nach dem sogenannten „Ufacolor“-Verfahren entstand. Mit Agfacolor Neu drehte man ab 1939 zunächst nur kurze Werbe-, Kultur- und Probefilme, der erste abendfüllende Film Frauen sind doch bessere Diplomaten hatte seine Uraufführung am 31. Oktober 1941, ihm folgten bis zum Kriegsende zwölf weitere Spielfilme. Als erster Agfacolor-Spielfilm nach dem Krieg wurde am 7. September 1950 Schwarzwaldmädel uraufgeführt.

## Chemische Produkte (ohne Fotochemie)

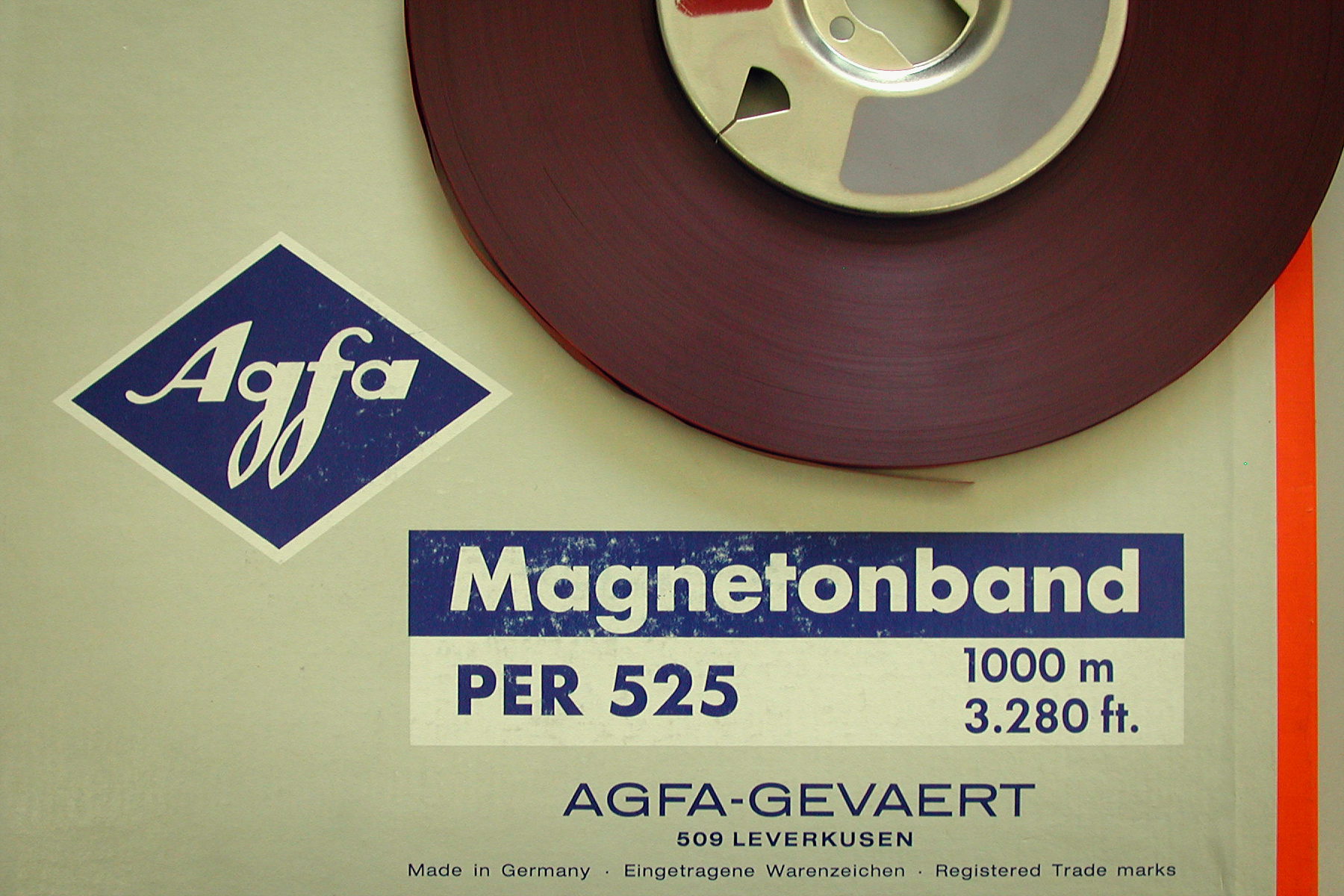
Professionelles Magnettonband, 1970er Jahre

In der Anfangszeit verkaufte die Actien-Gesellschaft für Anilin-Fabrikation vor allem Anilinfarben in kleinen Glasflaschen, die zum Färben von Stoffen Verwendung fanden. Zunächst handelte es sich vorzugsweise um Blau- und Rottöne in vielen Abstufungen, 1877 setzte der Modetrend auf Grün. Da konnte man mit dem Malachitgrün große Gewinne erzielen, da man auf dessen Herstellung ein Patent hielt und konkurrierende Unternehmen nichts im Angebot hielten.
1913 machten die Farben noch 65 % des Umsatzes aus, gefolgt von 26 % Filmmaterialien, 7,7 % Zwischenprodukte und 1,3 % Arzneimittel.
1943 verlegte man die Magnetband-Produktion der BASF nach Wolfen, womit sie in die Hände von Agfa gelangte. So ergab es sich, dass man sie nach dem Krieg fortsetzte und wieder Tonbänder, später auch Musik- und Videokassetten anbot. 1991 verkaufte man die Produktion an die BASF. Dies erwies sich als ein idealer Zeitpunkt, schon kurze Zeit später konnte man mit Magnetbändern keine Gewinne mehr erzielen.

## Kameras
Agfa hat Foto- und Filmkameras sowie Zubehör, darunter Diaprojektoren im Camerawerk München gebaut, das 1982 geschlossen wurde.

### Flachbett-Scanner
Bis ins Jahr 2001 produzierte AGFA Flachbettscanner (SnapScan, DuoScan) mit SCSI- und USB-Schnittstellen für den Heim- und Profibereich.
1983 begann im Minilab-Segment die Zusammenarbeit mit dem japanischen Unternehmen Nihon Densan Copal. Copal entwickelte und produzierte den kompletten Maschinenkörper mit dem integrierten Nassteil zur Papierbild-Entwicklung. Der Filmeingabebereich mit dem integrierten Filmscanner wurde von Agfa entwickelt, produziert und beigestellt. Die belichteten Negativfilme der Kunden wurden üblicherweise vor dem Kopieren in einer speziellen Maschine des Labors entwickelt.
1990 wurde in Gera ein Zweigbetrieb als GmbH gegründet und wurde 1991 hundertprozentige Tochter der Agfa-Gevaert AG. Dieses Unternehmen bestand aus einem Entwicklungs- und Produktionsbereich für die Laborgerätesparte. Im Rahmen des Verkaufs der Imaging-Sparte an das neue Unternehmen Agfa Photo und infolge von dessen Insolvenz im Jahr 2004 kaufte und übernahm 2005 das lokale Management das Teilunternehmen und führte es unter dem Namen Askion GmbH weiter.
2006 vergab die AgfaPhoto Holding GmbH eine Lizenz an die plawa-feinwerktechnik GmbH. Deren Geschäftstätigkeiten wurden unter der Marke AgfaPhoto Digitalkamera weitergeführt. Anfang 2007 entschied sich die AgfaPhoto Holding GmbH, die Lizenz auf die wesentlichen Märkte weltweit auszudehnen. Plawa erhielt daraufhin auch die Rechte für Herstellung und Vertrieb digitaler Video- und Spiegelreflexkameras unter der Marke AgfaPhoto.

## Aktuelle Unternehmensgeschichte und -struktur

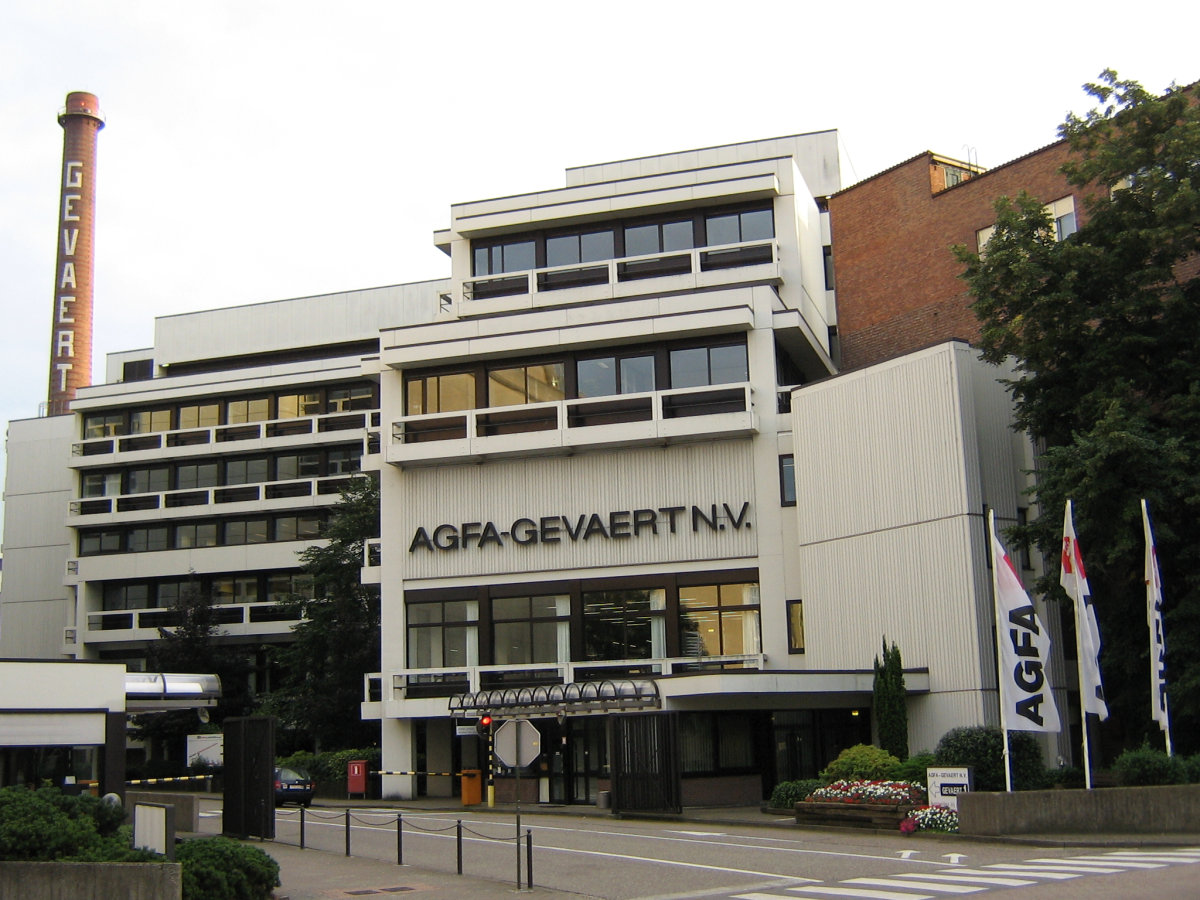
Firmensitz in Mortsel, 2006

### Mutterkonzern AgfaGevaert
1999 führte die Bayer AG das Unternehmen an die Börse; seitdem ist die Agfa-Gevaert AG Leverkusen eine Tochtergesellschaft der Agfa-Gevaert N.V. Mortsel/Antwerpen (Belgien); Großaktionäre sind die Bayer AG (30 %) und die Gevaert N.V. (25 %). 2000 lag der Nettoumsatz bei 5,26 Milliarden Euro. Der anteilige Umsatz der Fotosparte betrug rund 1,25 Mrd. Euro und sank bis 2004 auf 693 Mio. Euro.
Anfang 2005 kaufte die belgische Agfa-Gevaert Group die GWI AG Bonn, nannte sie um in Agfa HealthCare und wurde damit zum Marktführer in Deutschland im Bereich der Krankenhausinformationssysteme (KIS) mit dem GWI-Produkt ORBIS. 2020 verkaufte Agfa das Marktsegment Healthcare an die Dedalus Holding für einen Transaktionspreis von 975 Mio. Euro.
Am 17. November 2005 wurde bekannt, dass der angeschlagene belgische Imaging-Konzern Agfa-Gevaert N.V. im dritten Quartal mit netto minus 108 Mio. Euro oder 85 Cent je Aktie einen deutlichen Verlust nach einem Gewinn im Vorjahreszeitraum verbuchte, wobei besonders die Liquidation von AgfaPhoto mit Aufwendungen in Höhe von 109 Mio. Euro das Ergebnis belastete.
Am 17. Februar 2006 wurde veröffentlicht, dass die Minilaborgeräte-Sparte mit der Produktion in Peiting am 14. Februar 2006 an die Minilab Factory GmbH, Dresden verkauft worden ist. Die Produktion soll wiederaufgenommen und bestimmte Produkte weiterentwickelt werden. Die Minilab Factory GmbH wurde am 10. Februar 2006 gegründet. Daran sind zu gleichen Teilen die Unternehmen Saxonia Systems AG, Dresden und Foto + Minilaborsysteme R. Saal GmbH, Röttenbach beteiligt.
Agfa-Gevaert gab am 28. Februar 2007 bekannt, dass das Unternehmen im Laufe des Jahres in drei Gesellschaften aufgeteilt und dann an die Börse gebracht werden sollte. Für das Jahr 2008 erwartete die Sparte Agfa Graphics einen Umsatz von 1,9 Milliarden Euro. Agfa HealthCare wollte 1,7 Milliarden und Agfa Materials 700 Millionen Euro umsetzen. Die Aufspaltung des Konzerns versetze die einzelnen Sparten in die Lage, die führende Position in ihren Märkten zu stärken, sagte Agfa-Gevaert-Chef Marc Olivie laut Finanznachrichten.de. Inzwischen firmieren die einzelnen Sparten eigenständig unter dem Dach der Agfa-Gevaert N.V., wurden allerdings nicht einzeln an die Börse gebracht.
Industrielle Agfa-Filmprodukte basieren auf damaligen Verbraucher-/Profifilmprodukten und werden auch heute (2013) weiterhin von Agfa-Gevaert in Belgien produziert, im Einzelhandel sind sie jedoch nur über Fotochemievertriebe unter deren eigenen Markennamen erhältlich.

### Ausgliederung AgfaPhoto
Nachdem Agfa 2004 für die Schließung der hochdefizitären Fotosparte intern Kosten von 480 Millionen Euro ermittelt hatte, trennte sich Agfa-Gevaert im August 2004 formal von der Film- und Fotopapierproduktion. Dieser Geschäftsbereich wurde für angabegemäß 175 Mio. Euro an eine Investmentgesellschaft eines ehemaligen McKinsey-Beraters verkauft. Der Kaufpreis für die eigentliche Fotosparte betrug jedoch tatsächlich nur 2 Millionen Euro, während der Preis im Übrigen für ein mitübertragenes Leasingportfolio zu zahlen war. Doch schon nach neun Monaten waren sowohl das Eigenkapital von 300 Millionen Euro als auch die Barreserven in Höhe von 72 Millionen Euro aufgezehrt. Der Produktname AgfaPhoto durfte von der ebenfalls neu geschaffenen Agfaphoto-Holding GmbH, nicht jedoch von deren Tochtergesellschaft Agfaphoto GmbH unmittelbar auf unbeschränkte Zeit verwendet werden, die ab dem 1. November 2004 als formal eigenständige, organisatorisch jedoch weiter engverbundene Gesellschaft mit Produktionsstätten in Leverkusen, Köln, München, Peiting, Windhagen (Rheinland-Pfalz) und Vaihingen an der Enz (Baden-Württemberg) operiert.

Zeitrafferaufnahme der Sprengung des AGFA-Hochhauses München, 2008

Am 20. Mai 2005 stellte die AgfaPhoto GmbH überraschend beim Amtsgericht Köln den Antrag auf Eröffnung des Insolvenzverfahrens in Eigenverwaltung wegen Zahlungsunfähigkeit und bestellte in der Folge den Insolvenzverwalter Hans-Gerd Jauch zum Geschäftsführer. Bis dahin war das Unternehmen von externen Beobachtern stets als solide eingeschätzt worden. Laut Presseberichten war dem Film- und Fotopapierhersteller der Boom der Digitalfotografie und der damit verbundene Preisverfall im Filmbereich sowie die unzureichende Liquiditätsausstattung des übertragenen Geschäftsbereichs zum Verhängnis geworden. Ein weiterer Grund dürfte die Komplexität der auch faktischen Herauslösung der Photosparte aus Agfa gewesen sein, die erst im Anschluss an den Verkauf stufenweise erfolgen sollte. Am 19. Oktober 2005 wurde die Abwicklung der AgfaPhoto GmbH zum 31. Dezember 2005 bekanntgegeben. Insgesamt waren mehr als 1700 Arbeitnehmer von der Insolvenz betroffen. Es gab jedoch verschiedene Interessenten für einzelne Unternehmensteile. So bekundete Konkurrent Fujifilm Interesse an der Großlaborgeräteproduktion in Peiting. 30. Oktober 2005, Auszug aus der Pressemitteilung der AgfaPhoto GmbH:
„[…] Die in Neuss und Potsdam ansässige a&o-Gruppe erwirbt von der AgfaPhoto GmbH das hauptsächlich in München ansässige Service- und Ersatzteilgeschäft sowie den dazu notwendigen Bereich Fotochemie in Vaihingen/Enz […] Den Geschäftsbereich der im bayerischen Peiting ansässigen Produktion von Großlaborgeräten mit rund 60 Mitarbeitern übernimmt die Imaging Solutions Group. Imaging Solutions ist eine Tochtergesellschaft des britischen Fotoautomatenherstellers Photo-Me International […]“
Ab Oktober 2007 wurde das Agfa-Werk München abgerissen. Als letztes wurde das in den 1950er Jahren gebaute und über 50 m hohe Agfa-Hochhaus in München-Giesing am 17. Februar 2008 gesprengt.
Der Versuch, die insolvente AgfaPhoto GmbH im Ganzen zu verkaufen, schlug fehl. Übernahmeverhandlungen im Jahr 2005 mit dem Finanzinvestor Cerberus Capital Management waren gescheitert, da die für eine Weiterverwendung nötige Lizenzierung der Marke Agfa vom ehemaligen Mutterkonzern Agfa-Gevaert, die nach wie vor die Rechte an der Marke hielt, grundsätzlich abgelehnt wurde. Erst im Dezember 2007 gewann die insolvente AgfaPhoto Holding den Rechtsstreit gegen den ehemaligen Mutterkonzern. Zuletzt hatte die britische Photo-Me, nach eigenen Angaben weltweit größter Betreiber von Fotoautomaten, ein Angebot abgegeben, das jedoch von der Geschäftsführung und dem Gläubigerausschuss abgelehnt wurde. Das Angebot galt insbesondere als inakzeptabel, weil Photo-Me keine werthaltigen Garantien zur Übernahme von 400 der zum Verkaufszeitpunkt noch 1050 verbliebenen Mitarbeiter abgeben wollte.
Im Widerstreit um die entschiedene Liquidierungspolitik des Managements der AgfaPhoto agierte die ursprünglich vom Management mit Aussicht auf einen Börsengang gegründete und später von Lupus Imaging & Media, Köln, aufgekaufte AgfaPhoto Holding als Interessenvertretung der Belegschaft. Laut wiederholter Angaben der WDR Lokalzeit versuchte die AgfaPhoto Holding ab ca. 2005/06, das eigene Management der AgfaPhoto der Jahre ab der Trennung vom Mutterkonzern 2004 im Zusammenhang mit der Insolvenz juristisch für Betrug, Unterschlagung und Veruntreuung zu belangen, dies sei allerdings daran gescheitert, dass das zuständige Gericht als einzige Entscheidungsgrundlage das Gutachten akzeptiert hatte, das das Management sich selbst ausgestellt hatte, wonach es nichts falsch gemacht habe.

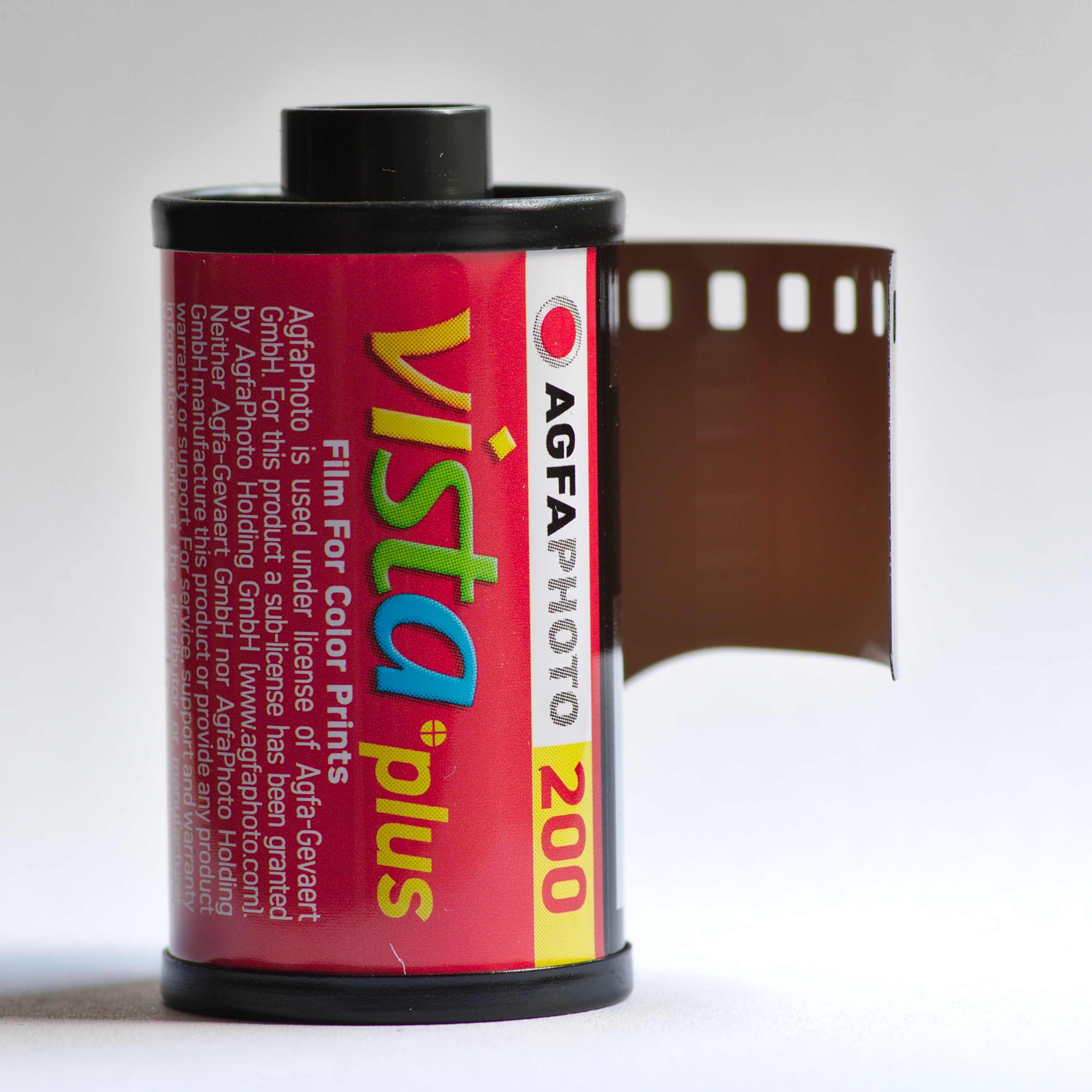
"Agfaphoto"-Farbfilm mit Ablaufdatum 2018: In Japan hergestellt und von Lupus Imaging & Media vertrieben

Während der Abwicklung und Rechtsstreitigkeiten, als das Management der AgfaPhoto bereits während laufender Verkaufsverhandlungen die Produktionsanlagen abzureißen begann, begann Lupus Imaging unter Kooperation mit der Agfa Holding den Vertrieb von bis 2005 produziertem Material unter der Marke AgfaPhoto. Nachdem die Agfa-Filmbestände zur Neige gingen, schwenkte man auf Fremdprodukte um; so wurde Farbfilm von Fujifilm zugeliefert, Schwarz-Weiß-Film von Ilford Photo (Harman Technologies).
Seit 2006 vergibt die AgfaPhoto Holding GmbH Lizenzen an mehrere Unternehmen zur Nutzung der Marke, so im Jahr 2006 an die Sagem Télécommunications (Digitale Bilderrahmen und Fotodrucker) und die Plawa-Feinwerktechnik GmbH (digitale Foto- und Videokameras) sowie 2007 an die 3T Supplies AG (Druckertinte und Fotopapier). Die AgfaPhoto Holding selbst erhält von der Agfa-Gevaert N.V. Lizenzen zur Nutzung des Markennamens AgfaPhoto.
Nachdem die sich mittlerweile im Besitz von Lupus Imaging befindliche AgfaPhoto Holding zumindest den parallel neben den juristischen Auseinandersetzungen mit dem Management laufenden Rechtsstreit um die Lizenzierung gegen den ehemaligen Mutterkonzern AgfaGaevert im Dezember 2007 gewonnen hatte, kündigte sie neben einer weltweit ausgedehnten Lizenzierungsstrategie an, im zweiten Schritt rechtliche Schadenersatzansprüche gegenüber Agfa-Gevaert für die angeblich vorsätzlich herbeigeführte Insolvenz der AgfaPhoto GmbH durchsetzen, wobei man von „geschätzten 200 Millionen Euro Minimum“ ausging.

## Erste Filme aus dem Alltag des Nationalsozialismus
- Farbfilme aus Bayern – „Jahre der Verführung“ 1931–1939. 44 Min, BR 2019. Regie Despina Grammatikopulu und Michaela Wilhelm-Fischer. Dokumentation der Filmentstehung und -hintergründe (aus München, Dachau u. a. bay. Orte, zum Bspl: Alltagsbilder, Hitler-Auftritte, Festzug 2000 Jahre deutsche Kultur – 1939, NS-nahe Familie mit Zugang zu Agfa-Filmmaterial)
- Jahre des Untergangs 1939–1945. Dokumentation. 39 Min. (Dabei auch Informationen aus der Recherche über die Nachkriegszeit von Beteiligten) Technische Angaben wie zuvor. BR 2019.